# ورونیکا مارتینک
 ورونیکا مارتینک (آلمانی: Veronika Martinek؛ زادهٔ ۳ آوریل ۱۹۷۲) یک تنیس‌باز اهل آلمان است.